# Alexiane
Alexiane Silla (* 21. Juli 1992 in Montmagny, Kanada) ist eine kanadische Singer-Songwriterin, die unter ihrem Bühnennamen Alexiane auftritt.

## Leben
Alexiane Silla wurde 1992 als einziges Kind eines Franco-Senegalesen und einer kanadischen Diplomatentochter geboren, mit denen sie die Kindheit im Senegal und in Kanada verbrachte. Im Januar 2017 zog sie für das Studium der Musikwirtschaft und -produktion an das UCLA Extension, eine auf dem Campus der University of California untergebrachte Weiterbildungseinrichtung, von Montreal nach Los Angeles.
Als eine Nichte von Luc Besson steuerte sie für dessen Film Valerian – Die Stadt der tausend Planeten das für den Abspann verwendete Lied A Million on My Soul bei. Es erreichte in den französischen Downloadcharts Platz 30.
Im Juni 2018 erschien ihre erste Single Safe Haven.